# Уласаи
Уласаи (итал. Ulassai) је насеље у Италији у округу Нуоро, региону Сардинија.
Према процени из 2011. у насељу је живело 1491 становника. Насеље се налази на надморској висини од 705 м.

## Становништво
Према резултатима пописа становништва 2011. у општини је живело 1.517 становника.
| 1931. | 1936. | 1951. | 1961. | 1971. | 1981. | 1991. | 2001. | 2011. |
| ----- | ----- | ----- | ----- | ----- | ----- | ----- | ----- | ----- |
| 2.247 | 2.224 | 2.320 | 2.435 | 2.193 | 2.050 | 1.732 | 1.613 | 1.517 |